# William Peyton
Sir William Eliot Peyton (7 maggio 1866 – 14 novembre 1931) è stato un generale britannico.

## Biografia

### I primi anni
William Peyton nacque il 7 maggio 1866, figlio terzogenito del colonnello John Peyton, ufficiale comandante del  7th Dragoon Guards. Peyton venne educato al Brighton College.

### La carriera militare
Nel 1885, Peyton entrò a far parte dei 7th Dragoon Guards, reggimento comandato da uo padre tra il 1871 ed il 1876. Questa era per William una soluzione di ripiego dopo che egli era stato rifiutato all'esame di ammissione al Royal Military College, Sandhurst. Giunto al grado di Sergente, Peyton divenne poi Sottotenente nel 7th Dragoon Guards il 18 giugno 1887, e venne promosso Tenente nel 1890. Egli venne nominato aiutante reggimentale nel 1892 e dal 1896 venne trasfertito al 15th Hussars e promosso Capitano.
Egli venne successivamente impiegato nell'Esercito egiziano ove prestò servizio nel corpo di spedizione di Dongola nel 1896 e dove venne menzionato nei dispacci ufficiali. Passò quindi in Sudan dal 1897 al 1898, dove venne gravemente ferito ed il suo cavallo venne ucciso sotto di lui da una lancia nemica. Sempre in Sudan egli venne nuovamente menzionato nei dispacci ufficiali e ricevette il Distinguished Service Order. Contemporaneamente egli venne anche insignito della croce di Cavaliere di IV classe dell'Ordine di Medjidie.
Egli combatté quindi nella Seconda guerra boera tra il 1899 ed il 1900, prestando servizio nella fanteria a cavallo con Alexander Thorneycroft, venne promosso Maggiore e poi Tenente Colonnello e nuovamente venne menzionato nei dispacci, oltre a ricevere la Queen's South Africa Medal con tre barrette, ma il suo servizio dovette interrompersi poco dopo a causa di una malattia che lo rese inabile al combattimento e lo costrinse a tornare in Inghilterra. Egli dunque passò l'esame allo Staff College nel dicembre del 1901.
Dal 1903 al 1907 Peyton comandò il 15th Hussars ed ottenne il brevetto per il grado di Colonnello nel 1905. Nel 1907si recò in India per divenire Assistente Quartiermastro Generale e, temporaneamente venne elevato al rango di Brigadiere Generale, ottenendo il comando della Brigats di Cavalleria Meerut dal 1908 al 1912. In India, egli prestò servizio come Delhi Herald of Arms Extraordinary al Delhi durbar del 12 dicembre 1911, e divenne Commendatore dell'Ordine Reale Vittoriano e dal luglio del 1912 fu anche Segretario Militare presso il Comandante in Capo per l'India.
Egli tornò in Inghilterra nel 1914 allo scoppio della prima guerra mondiale ed ottenne l'incarico di capo dello staff della 1st Mounted Division della Territorial Force. Promosso Maggiore Generale nel 1914 (dapprima temporaneamente e dall'ottobre di quell'anno in maniera definitiva) comandò la 2nd Mounted Division delle Territorial Force nella Penisola di Gallipoli, combattendo il 21 agosto 1915 e prendendo parte all'evacuazione finale il 19 dicembre 1915. La divisione ebbe molte perdite di uomini a Suvla. Peyton quindi comandò le forze del fronte occidentale in Egitto nel 1916 e condusse una spedizione contro i Senussi e rioccupò Sidi Barrani e Sollum, venendo nuovamente menzionato nei dispacci ufficiali. Per aver recuperato dei prigionieri britannici dopo l'affondamento della HMS Tara da Bir Hakkim (con una forza di veicoli armati comandati da Hugh Grosvenor, II duca di Westminster) egli ricevette l'elogio dell'Ammiragliato e venne ancora una volta menzionato nei dispacci.
Nel maggio del 1916, dopo i successi come comandante, Peyton venne trasferito nelle Fiandre per divenire segretario militare di Sir Douglas Haig, rimanendovi sino al marzo del 1918. L'incarico affidatogli era il vero motore di tutte le nomine, le promozioni, le rimozioni, gli onori e le onorificenze del British Expeditionary Force. Egli ottenne il titolo di "Sir" nel 1917, divenendo anche Cavaliere Commendatore dell'Ordine Reale Vittoriano quando re Giorgio V si recò in visita alle truppe sul fronte.

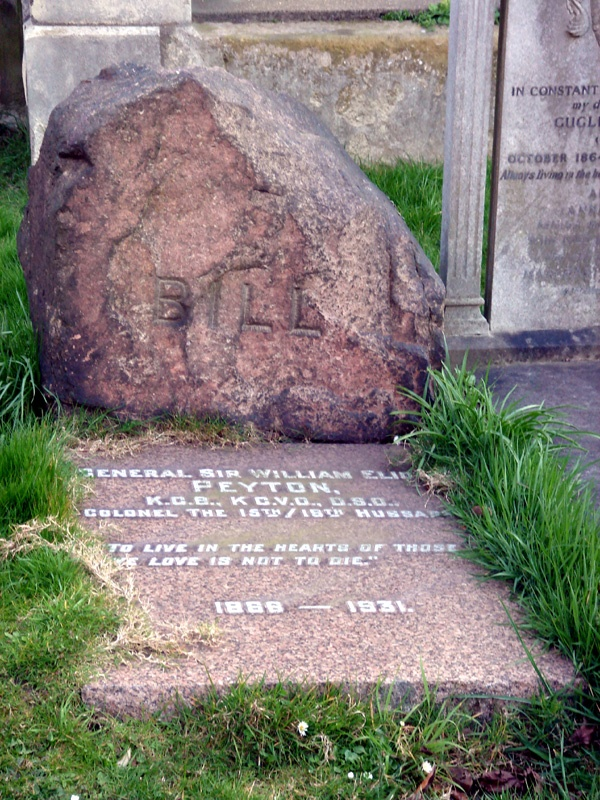
Il monumento funerario al generale Peyton presso il cimitero di Brompton, Londra

Nell'aprile e nel maggio del 1918, Peyton comandò nominalmente la Fifth Army ma venne sconfitto nella Battaglia della Somme nel marzo del 1918 e finì nella riserva del quartier generale di Cécy-en-Ponthieu. Il 23 maggio, la Fifth Army venne ricostituita e affidata a Sir William Birdwood, e per sei settimane (temporaneamente come Tenente Generale), Peyton ottenne il comando del X Corps, ma il suo corpo venne ritirato dai combattimenti. Ad ogni modo, dal 3 luglio 1918 sino al marzo del 1919 egli tornò al servizio attivo come comandante della 40th Infantry Division durante le operazioni in Francia e nelle Fiandre, guidando l'offensiva dei cento giorni da nord.
Peyton ritornò quindi in India, al comando del distretto delle Province Unite e della 3rd Indian Division a Meerut tra il 1920 ed il 1922. Venne promosso al rango di Tenente Generale nel 1921.
Egli fu dunque Segretario Militare del Segretariato di Stato per la Guerra dal 1922 al 1926 e fu comandante in capo dello Scottish Command, dal 1926 al 1930. Questo fu l'ultimo incarico che egli ricoprì prima del suo ritiro dal servizio attivo nel 1930 e nel 1927 venne promosso Generale.
Divenuto membro del Army and Navy Club, morì improvvisamente il 14 novembre 1931 e venne sepolto nel Brompton Cemetery di Londra.
Di Peyton si ricorda anche che era straordinariamente alto, oltre due metri.